# Maître d'Irrsdorf

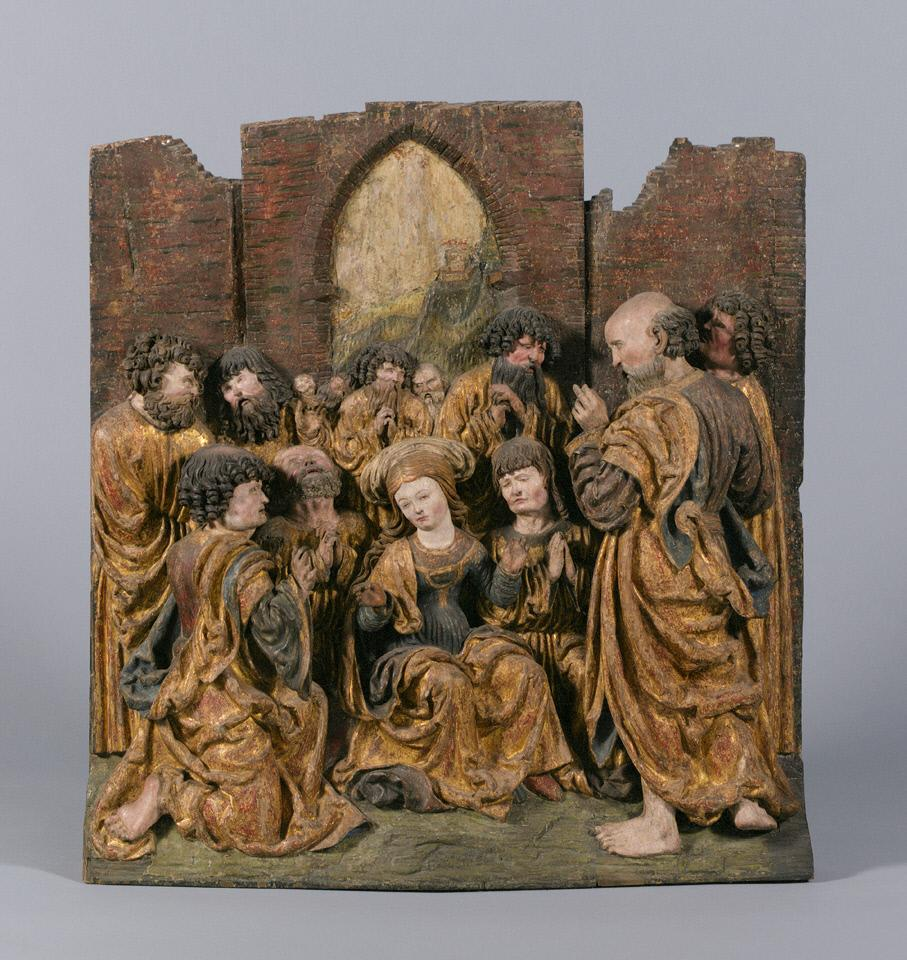
Maître d'Irrsdorf (atelier) Pente-côte

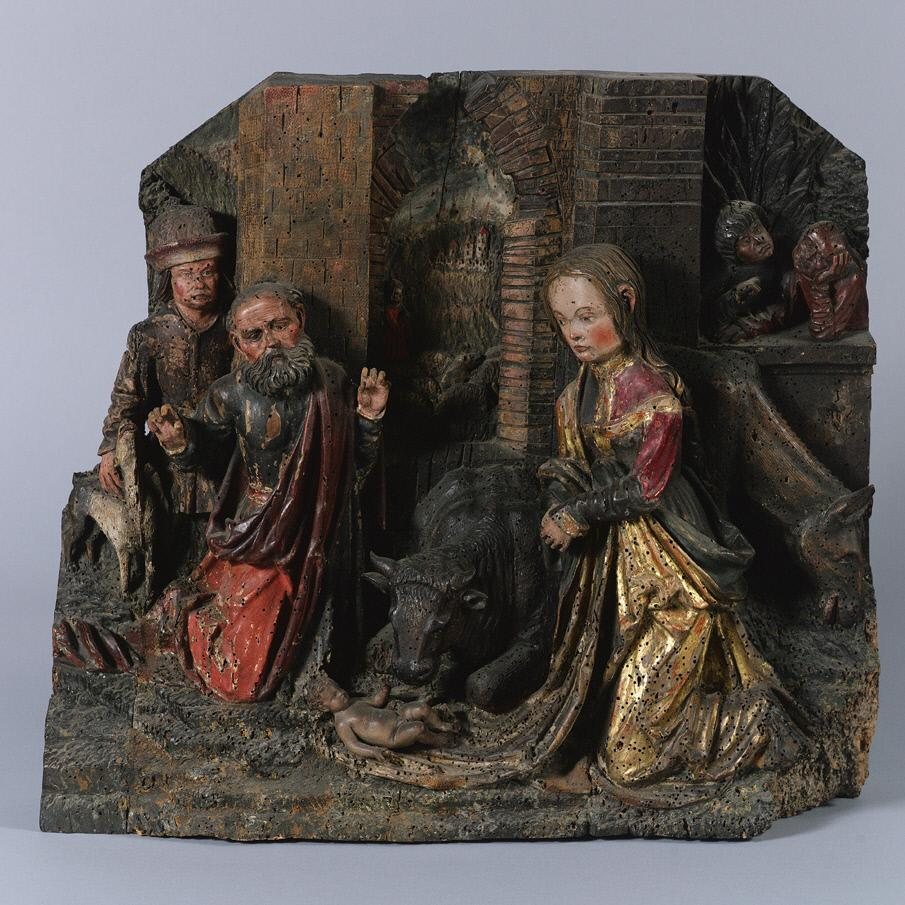
Maître d'Irrsdorf (atelier) Nativité

Le maître des volets du retable d'Irrsdorf, plus simplement maître d'Irrsdorf  (né vers 1480, actif jusque vers 1530) est un sculpteur sur bois autrichien ou allemand. C'est un artiste anonyme, et il a reçu son nom de convention d’après l'une de ses œuvres.

## Éléments biographiques et stylistiques
Le maître d'Irrsdorf a reçu son nom de convention d'après quatre panneaux en relief de l'église de l'Assomption de Marie de l'ancienne commune d'Irrsdorf, maintenant incorporée dans la commune de Straßwalchen, près de Salzbourg. Il est peut-être identique avec le monogrammiste IP,.
La coopération du maître d'Irrsdorf avec le peintre Wolf Huber de Passau est documentée. Le maître a transposé le style des vêtements froissés de Huber en relief, de sorte que les tableaux peints et ses sculptures en relief donne une impressions harmonieuse.  
On reconnaît, dans les sculptures du Maître, l'influence de modèles empruntés à des travaux de Wolf Huber, Albrecht Dürer et Andrea Mantegna.
Le maître d'Irrsdorf avait son atelier à Passau, il coopérait pour certaines commandes avec le peintre Wolf Huber, et a de temps à autre travaillé sous sa direction. Le maître d'Irrsdorf devait avoir le même âge que Wolf Huber, voire être un peu plus âgé.
Son style est imprégné du gothique tardif. Il sait utiliser les moyens de la perspective, plutôt ressentie que suivant les lois géométriques ;  il donne, par ces moyens, une impression de vraie profondeur à ses reliefs, il utilise le contrapposto pour ses figures et sculpte un arrière-plan paysagé. Ses tableaux sont peuplés et animés. 
Certains motifs réussis sont fréquemment réutilisés.

## Œuvre du maître d'Irrsdorf

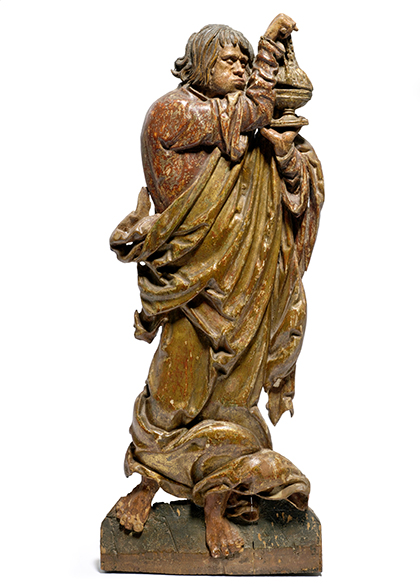
Maître d'Irrsdorf (attribué à) Apôtre

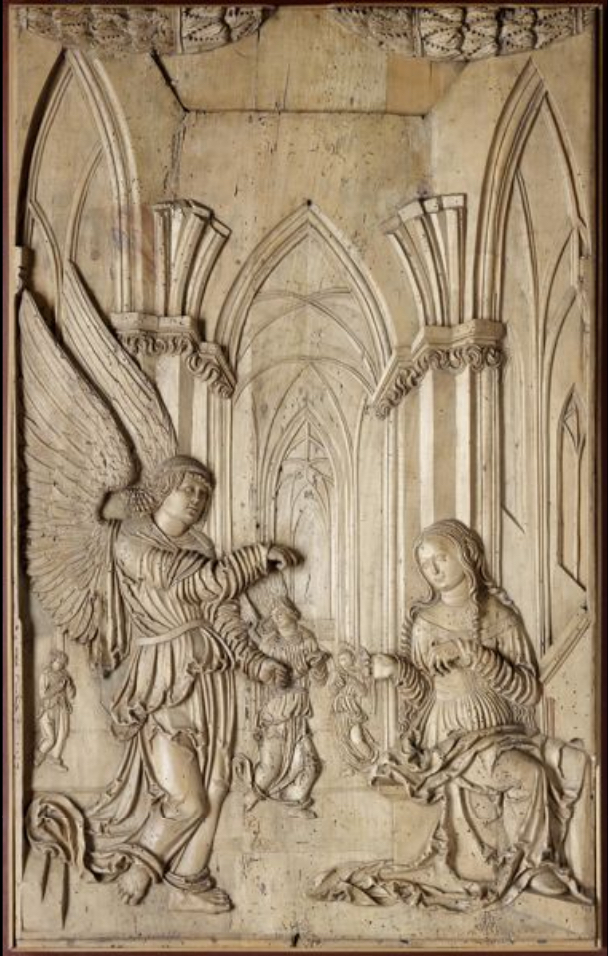
Annonciation
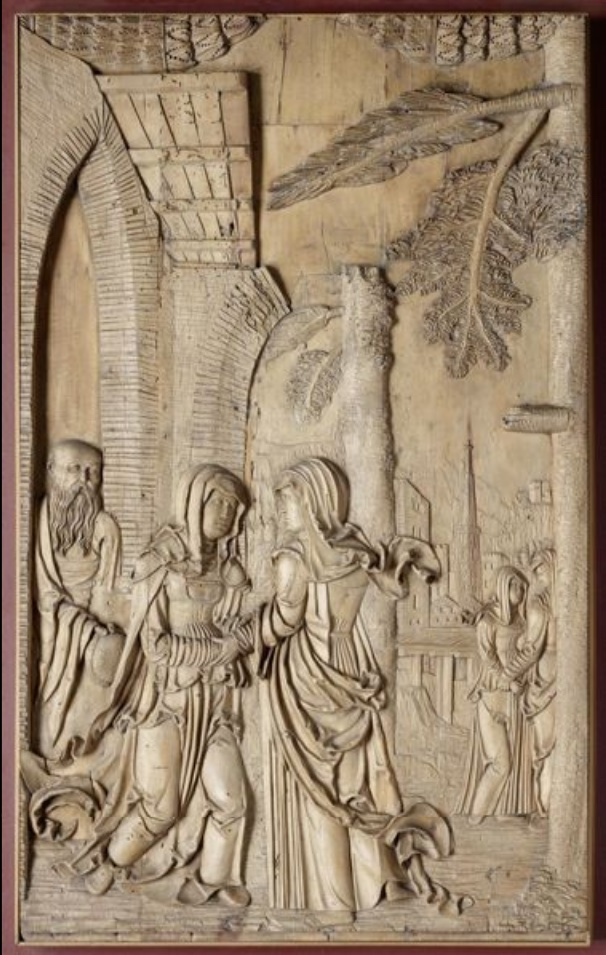
Visitation
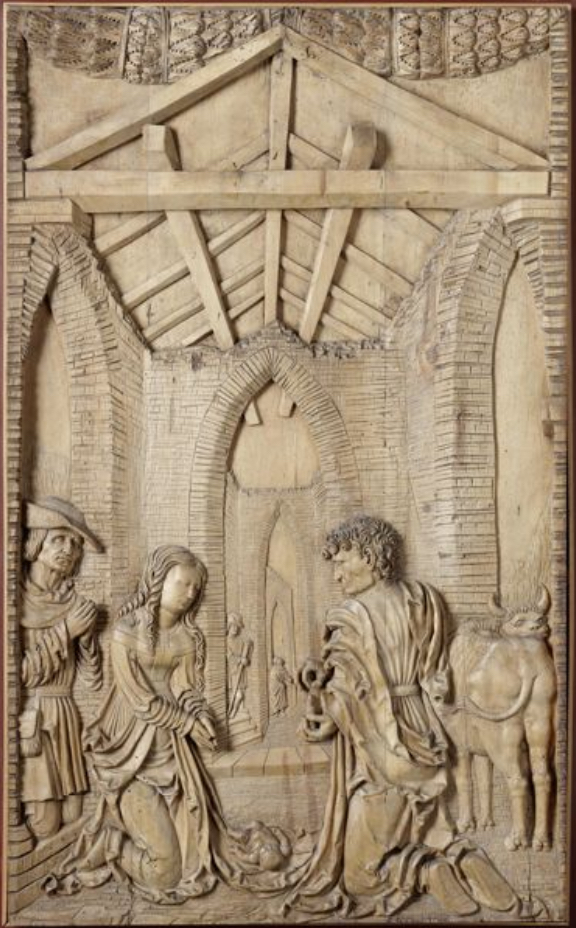
Nativité
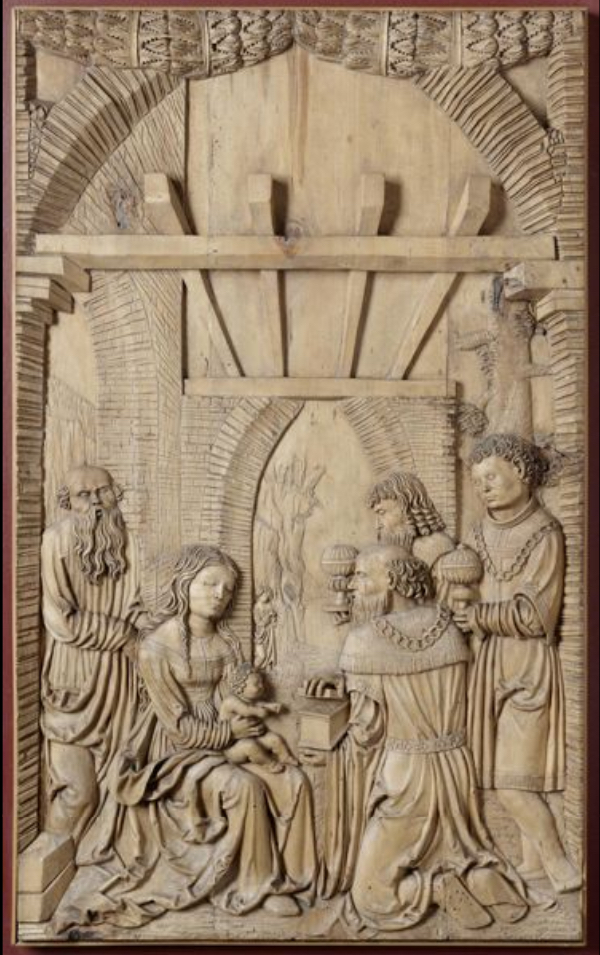
Adoration des mages

### Œuvre du maitre d'Irrsdorf
- Quatre scènes (Annonciation, Visitation, Nativité, Adoration des mages), en provenance d'église d'Irrsdorf ; reliefs en chêne, 100 × 63 cm, vers 1523 (Salzbourg : musée de Salzbourg, Inv.-N°. 191/28–194/28). — C'est cette œuvre qui a donné son nom de convention au sculpteur.

### Œuvres attribuées (sélection)
- Sainte parenté avec donateur ; relief en chêne , 55 × 45,5 cm (Ratisbonne : musée de la ville, Inv.-N°. K 1968/66)
- Sainte parenté (appelée « parenté de Darmstadt »), relief, bois, 62 × 75 cm (lieu inconnu, anciennement collection Kremayr, Vienne)
- Sainte parenté (appelée « parenté de Feldkirch ») et autre œuvres  (église Saint-Nicolas de Feldkirch)
- Chute de l'homme et parenté, relief chêne  69 × 35 cm (Francfort : Städtische Galerie - Liebieghaus, Inv.-N°s 587, 430)
- Déploration, relief chêne  82 × 112 cm (Salzbourg : Dommuseum)
- Baptême du Christ (Fragment), haut-relief, bois, 37,5 × 73 cm (Landshut : Musée de la ville, Inv.-N° HV 62b)

### Atelier
- Pentecôte, haut-relief, chêne, 71 × 66 cm, (Vienne : Belvedere, Inv.-N° 1089)
- Rencontre à la porte dorée, haut-relief, chêne, 62 × 64 cm, (Salzbourg : Dommuseum)
- Nativité, relief,  pin cembra, 74 × 53 cm, (Vienne : Belvedere, Inv.-N° 4988)